# Hindu-arabertal systemet
Det hindu-arabiske talsystem (også kaldet det arabiske talsystem eller hinduistiske talsystem,) er et positionelt decimalt talsystem, der er det mest almindelige talsystem i verden. Det var et gammelt indisk talsystem, der blev genintroduceret i bogen Om Beregning med Hindu-Tal, skrevet af den middelalderlige iranske matematiker og ingeniør al-Khwarizmi. Systemet spredte sig senere til middelalderens Europa i højmiddelalderen.
Systemet er baseret på ti (oprindeligt ni) forskellige tegntyper. Symbolerne (cifre), der anvendes til at repræsentere systemet er i princippet uafhængig af systemet selv. Symbolerne, der er i brug i dag, nedstammer fra de ligeledes indiske Brahmi-tal og har været delt op i forskellige typografiske varianter siden middelalderen.
Disse symbolsæt kan opdeles i tre hovedgrupper: (vestlige) arabertal, der oprindelig blev benyttet i Nordvestafrika og i Europa (og i dag i det meste af verden), østlige arabertal (også kaldet "de indiske tal"), der anvendes i Mellemøsten, og de indiske tal, der anvendes på det indiske subkontinent.

## Etymologi
Hindu-arabiske eller indo-persiske tal, stammer fra Indien. Efter genindførelse i bogen Om Beregning med Hindu-Tal skrevet af den middelalderlige persiske matematiker og ingeniør al-Khwarizmi (hvis navn blev translittereret til latin som "Algoritmi"), begyndte man blandt persiske og arabiske matematikere at henvise til dem som "hindu-tal" (hvor "hindu" betød Indisk). Efter den efterfølgende introduktion i Europa, blev de betegnet som "arabertal", baseret på en udbredt misforståelse der knytter hele den orientalske videnskab til det arabiske folk.

## Positionel notation
Det hindu–arabiske talsystem er designet til positionel notation i et titalssystem. I en mere udviklet form bruger det positionelle notation, herunder også en decimalmarkør. Oprindeligt blev denne markør placeret over enerne, men nu er det almindeligt at indsætte et komma eller punktum, som adskiller enere fra tiendedele. I matematisk brug indgår også et symbol for 'disse cifre gentager sig i det uendelige.' I moderne brug er dette sidste symbol normalt en vinculum, en vandret linje, der placeres over de gentagende cifre. I denne mere udviklede form kan talsystemet symbolisere ethvert rationelt tal ved hjælp af kun 13 symboler - de ti cifre, decimalmarkøren, vinculum, samt et symbol (minustegn) til at angive negative tal.
Selv når tallene bruges i tekst skrevet med det arabiske alfabet ("abjad"), der læses fra højre mod venstre, skrives tallene med de mest betydende cifre til venstre, så de læses fra venstre mod højre.

## Symboler
Forskellige symbolsæt bruges til at repræsentere tal i det Hindu–arabiske talsystem. De fleste er udviklet fra Brahmi tal.
De symboler, der anvendes til at repræsentere systemet, er blevet delt op i forskellige typografiske varianter siden middelalderen og er arrangeret i tre hovedgrupper:
- De udbredte vestlige "arabertal", der anvendes med det latinske, Kyrilliske og græske alfabet i tabellen, nedstammer fra "vestarabertal", som blev udviklet i al-Andalus, og Maghreb. Der er to typografiske stilarter for de vestlige arabertal, kendt som forings tal og tekst tal.
- "Arabisk–Indiske" eller "Østlige arabertal" bruges med arabiske skrifttegn, som er udviklet primært i det, der nu er Irak. En variant af de østlige arabiske tal bruges også i persisk og Urdu.
- De indiske tal er i brug med scripts af Brahmic-familien i Indien og Sydøstasien. Hver af de ca. halv snes store scripts i Indien har sine egne tal og bogstaver (som man vil bemærke, når man læser Unicode-diagrammer).

### Tegntyper sammenligning
| #     | #  | #  | #  | #  | #  | #  | #  | #  | #      | Script                          | Se                                         |
| 0     | 1  | 2  | 3  | 4  | 5  | 6  | 7  | 8  | 9      | Det latinske alfabet            | Det arabiske talsystem                     |
| 〇/零 | 一 | 二 | 三 | 四 | 五 | 六 | 七 | 八 | 九     | Østasien                        | Kinesiske tal, Japanske tal, Koreanske tal |
| ο/ō   | Αʹ | Βʹ | Γʹ | Δʹ | Εʹ | Ϛʹ | Ζʹ | Ηʹ | Θʹ     | Nygræsk                         | Græske tal                                 |
| א     | ב  | ג  | ד  | ה  | ו  | ז  | ח  | ט  | Hebrew | Hebrew numerals                 |                                            |
| ०     | १  | २  | ३  | ४  | ५  | ६  | ७  | ८  | ९      | Devanagari                      | Indiske tal                                |
| ૦     | ૧  | ૨  | ૩  | ૪  | ૫  | ૬  | ૭  | ૮  | ૯      | Gujarati                        |                                            |
| ੦     | ੧  | ੨  | ੩  | ੪  | ੫  | ੬  | ੭  | ੮  | ੯      | Gurmukhi                        |                                            |
| ༠     | ༡  | ༢  | ༣  | ༤  | ༥  | ༦  | ༧  | ༨  | ༩      | Tibetan                         |                                            |
| ০     | ১  | ২  | ৩  | ৪  | ৫  | ৬  | ৭  | ৮  | ৯      | Assamese / Bengali / Sylheti    | Bengali-Assamese numerals                  |
| ೦     | ೧  | ೨  | ೩  | ೪  | ೫  | ೬  | ೭  | ೮  | ೯      | Kannada                         |                                            |
| ୦     | ୧  | ୨  | ୩  | ୪  | ୫  | ୬  | ୭  | ୮  | ୯      | Odia                            |                                            |
| ൦     | ൧  | ൨  | ൩  | ൪  | ൫  | ൬  | ൭  | ൮  | ൯      | Malayalam                       |                                            |
| ௦     | ௧  | ௨  | ௩  | ௪  | ௫  | ௬  | ௭  | ௮  | ௯      | Tamil                           | Tamilske tal                               |
| 0     | ౧  | ౨  | ౩  | ౪  | ౫  | ౬  | ౭  | ౮  | ౯      | Telugu                          |                                            |
| ០     | ១  | ២  | ៣  | ៤  | ៥  | ៦  | ៧  | ៨  | ៩      | Khmer                           | Khmer numerals                             |
| ๐     | ๑  | ๒  | ๓  | ๔  | ๕  | ๖  | ๗  | ๘  | ๙      | Thai                            | Thai numerals                              |
| ໐     | ໑  | ໒  | ໓  | ໔  | ໕  | ໖  | ໗  | ໘  | ໙      | Lao                             |                                            |
| ၀     | ၁  | ၂  | ၃  | ၄  | ၅  | ၆  | ၇  | ၈  | ၉      | Burmese                         |                                            |
| ٠     | ١  | ٢  | ٣  | ٤  | ٥  | ٦  | ٧  | ٨  | ٩      | Arabisk                         | Eastern Arabic numerals                    |
| ۰     | ۱  | ۲  | ۳  | ۴  | ۵  | ۶  | ۷  | ۸  | ۹      | Persian (Farsi) / Dari / Pashto |                                            |
| ۰     | ۱  | ۲  | ۳  | ۴  | ۵  | ۶  | ۷  | ۸  | ۹      | Urdu / Shahmukhi                |                                            |

Som i mange nummereringssystemer repræsenterer tallene 1, 2 og 3 simple optællingsmærker. 1 er en enkelt linje, 2 er to linjer (nu forbundet med en diagonal), og 3 er tre linjer (nu forbundet med to lodrette streger). Efter disse tre numre har de en tendens til at udvikle sig til mere komplekse symboler (eksempler herpå er de kinesiske tal og romertal). Teoretikere mener, at dette skyldes, at det bliver svært at øjeblikkeligt tælle objekter ud fra det seneste tal.